# Jamie Lowery
James Matthew Lowery (Port Alberni, 15 gennaio 1961) è un ex calciatore canadese, di ruolo centrocampista.

## Carriera

### Nazionale
Ha partecipato, con la rappresentativa canadese alla fase finale del campionato del mondo 1986 e alla CONCACAF Gold Cup 1991.